# Homozygotie
Homozygotie (von altgriechisch ζυγωτός zygotós, deutsch ‚verbunden‘) ist ein Begriff aus dem Fachgebiet der Genetik und bedeutet Reinerbigkeit.
Ein diploider Organismus besitzt von jedem Gen, das z. B. die Blutgruppe oder Haarfarbe kodiert, zwei Kopien, in der Regel eine von jedem Elternteil. Diese liegen auf den homologen Chromosomen. Unterschiedliche Varianten eines Gens werden als Allele bezeichnet. Wenn beide Allele eines Individuums für ein bestimmtes Merkmal gleich sind, ist das Erbgut, bezogen auf dieses Merkmal, reinerbig oder homozygot. Liegen dagegen zwei verschiedene Allele vor, wird dies als Mischerbigkeit oder Heterozygotie bezeichnet.
Die Unterschiede dieser Allele müssen nicht zwingend im Aussehen (Phänotyp) eines Individuums deutlich werden, so dass vom Phänotyp nicht immer exakt auf den Genotyp geschlossen werden kann.
Ein Sonderfall der Reinerbigkeit kann zum Beispiel bei Geschlechtschromosomen vorliegen, wenn Gene im sonst diploiden Individuum nur einmal vorkommen. Dies wird nicht als Homozygotie, sondern als Hemizygotie bezeichnet. Ein Beispiel ist das X-Chromosom (abgesehen von der Pseudoautosomalen Region) bei männlichen Säugetieren.

## Beispiele
Hat eine Person Blutgruppe A, dann sind verschiedene genetische Varianten möglich:
- „AA“ (reinerbig): Beide Elternteile haben die Erbinformation für Blutgruppe A vererbt, somit steht auf beiden Chromosomen das Gen für „A“.
- „A0“ (mischerbig): Ein Elternteil hat Blutgruppe A, der andere Blutgruppe 0 vererbt. Da Blutgruppe A dominant über Blutgruppe 0 ist, hat die Person dennoch die Blutgruppe A. Dennoch beinhaltet der Genotyp dieses Menschen nun ein rezessives Merkmal für die Ausbildung der Blutgruppe 0.

Die Gene für die Blutgruppen „A“, „0“ oder „B“ sind unterschiedliche Ausprägungen des gleichen Merkmals, sie sind Allele. Gibt es mehr als zwei Allele, spricht man von multiplen Allelen (vergleiche: Polymorphismus).
Ist der Unterschied zwischen rein- und mischerbig nicht äußerlich feststellbar, kann man ihn oft
- durch genetische Untersuchungen
- anhand der Erbmerkmale der Eltern
- anhand der an die Kinder vererbten Merkmale

bestimmen.
Falls beide Elternteile eine reinerbige Merkmalsausprägung für ein Gen haben, sind die Nachkommen nicht unbedingt auch reinerbig. Hat zum Beispiel ein Elternteil für die Blutgruppe den Genotyp „AA“, und der andere Elternteil „00“, so haben alle Nachkommen „A0“.
Homozygotie wird in der Tier- und Pflanzenzucht angestrebt, um reinerbige Elterngenerationen zu erreichen, die durch Hybridzucht zu möglichst großer Heterozygotie und damit zu einem möglichst großen Heterosis-Effekt führen sollen.
Homozygotie kann zu einem genetischen Problem führen, wenn beide Eltern bezüglich einer rezessiven Erbkrankheit heterozygot sind. Diese tritt bei den Eltern nicht in Erscheinung, aber bei jedem Kind liegt die Wahrscheinlichkeit, dass diese Krankheit ausbricht, nach den mendelschen Regeln bei 25 Prozent.